# Acromares banksi
Acromares banksi is een hooiwagen uit de familie Cosmetidae. De wetenschappelijke naam van Acromares banksi gaat  terug op C.J.Goodnight & M.L.Goodnight.